# Oliver Golding
Oliver Golding (Richmond upon Thames, 29 de setembro de 1993) é um tenista britânico e ex-ator mirim. Ele tornou-se um jogador de tênis profissional em 2011 depois de vencer o US Open júnior.
Golding ganhou a medalha de ouro nos Jogos Olímpicos de Verão da Juventude de 2010. Tendo-a conquistado na modalidade de duplas com o tcheco Jiří Veselý, com quem também foi vice-campeão juvenil de duplas do US Open de tênis em 2010. Já em 2011, foi campeão juvenil de simples do US Open de tênis ao vencer o tcheco Jiří Veselý na final.